# Gestion conservatoire
La gestion conservatoire est un mode de gestion des milieux naturels ou semi-naturels qui a pour but de rétablir la biodiversité sur les sites profondément dégradés par les activités humaines.

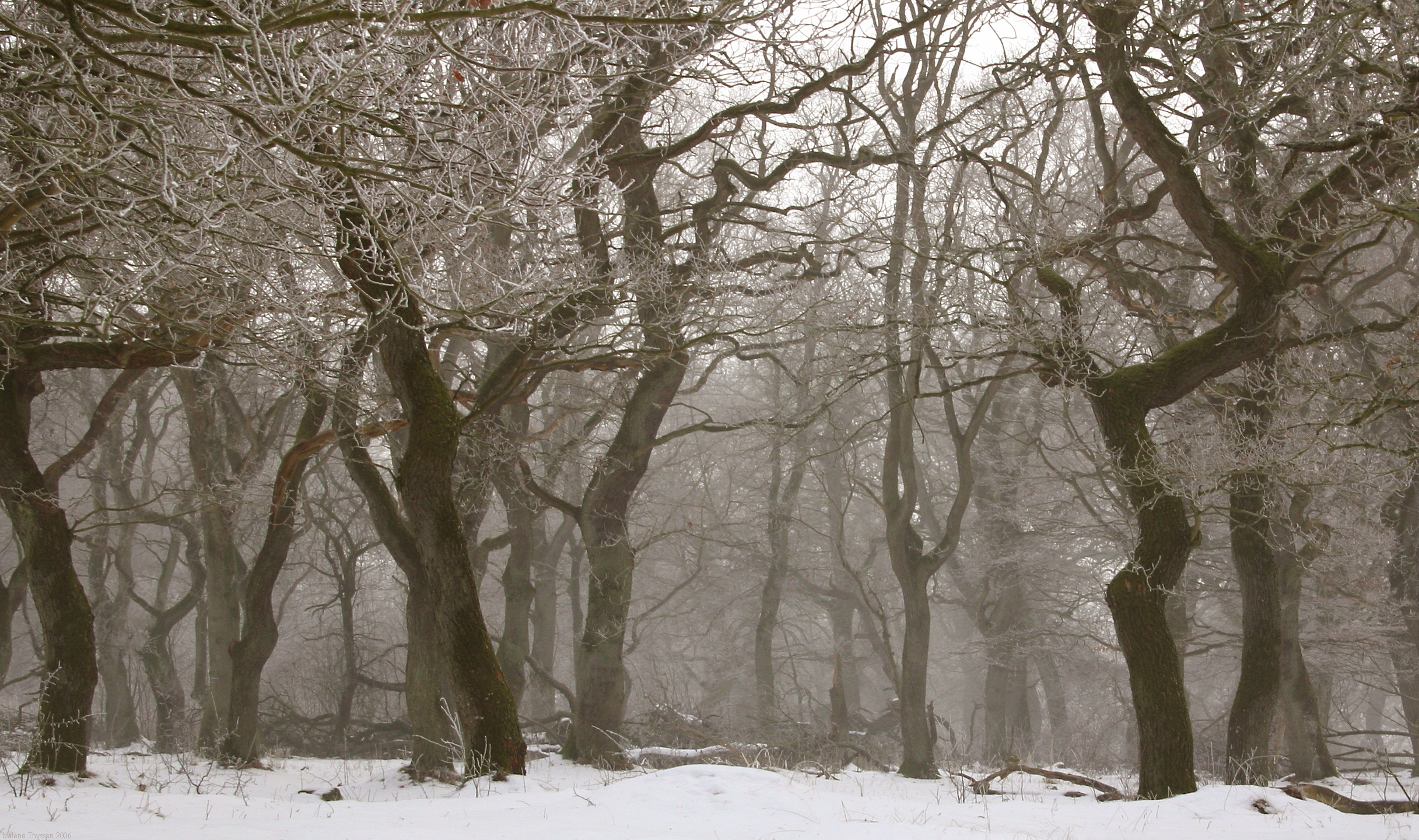
Forêt danoise dont le sous-bois est pâturé

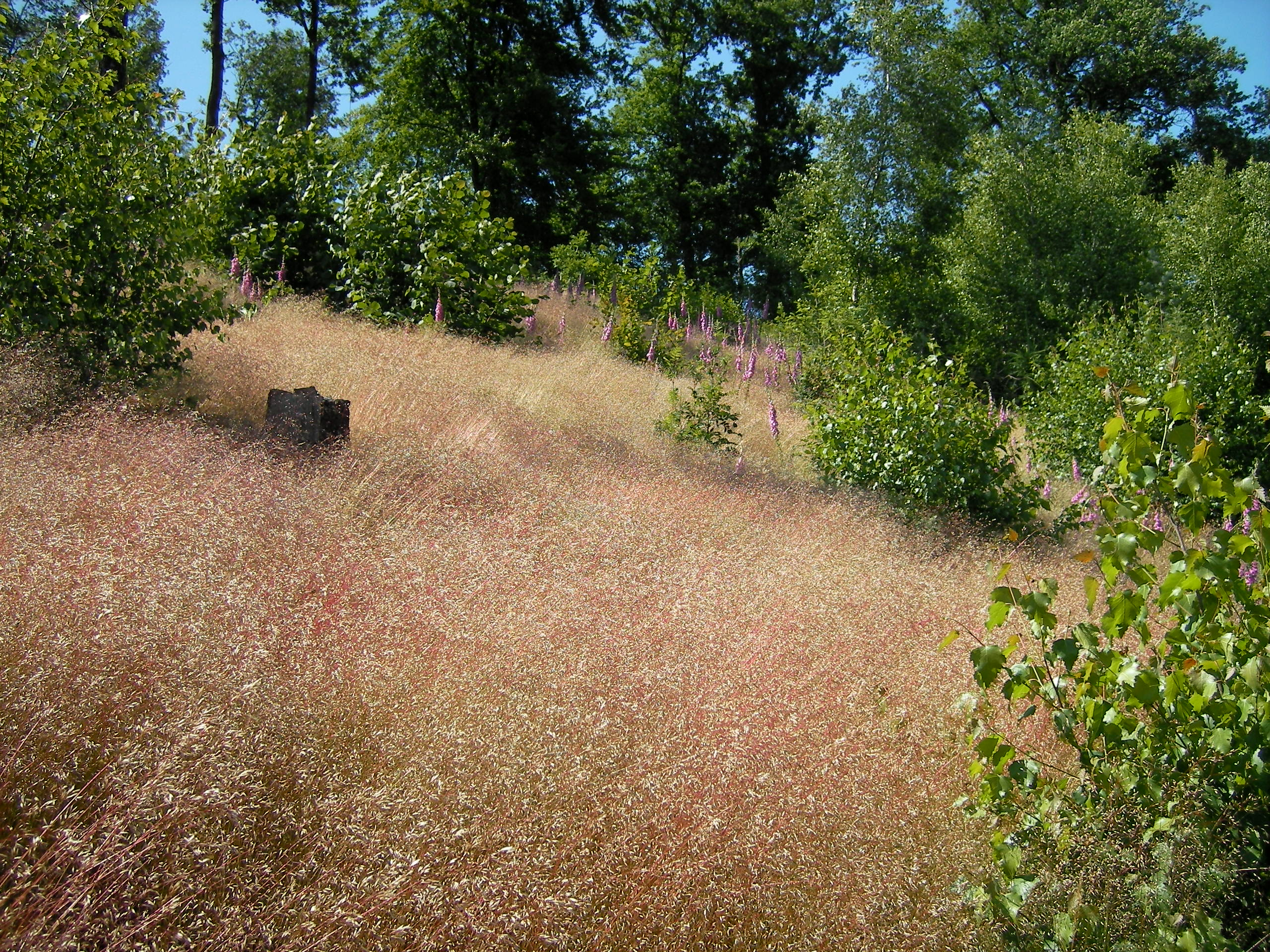
Le pâturage par des espèces rustiques ou la fauche permettent l'entretien de milieux semi-ouverts nécessaires aux cycles de reproduction des pionnières ou des espèces de milieux ouverts

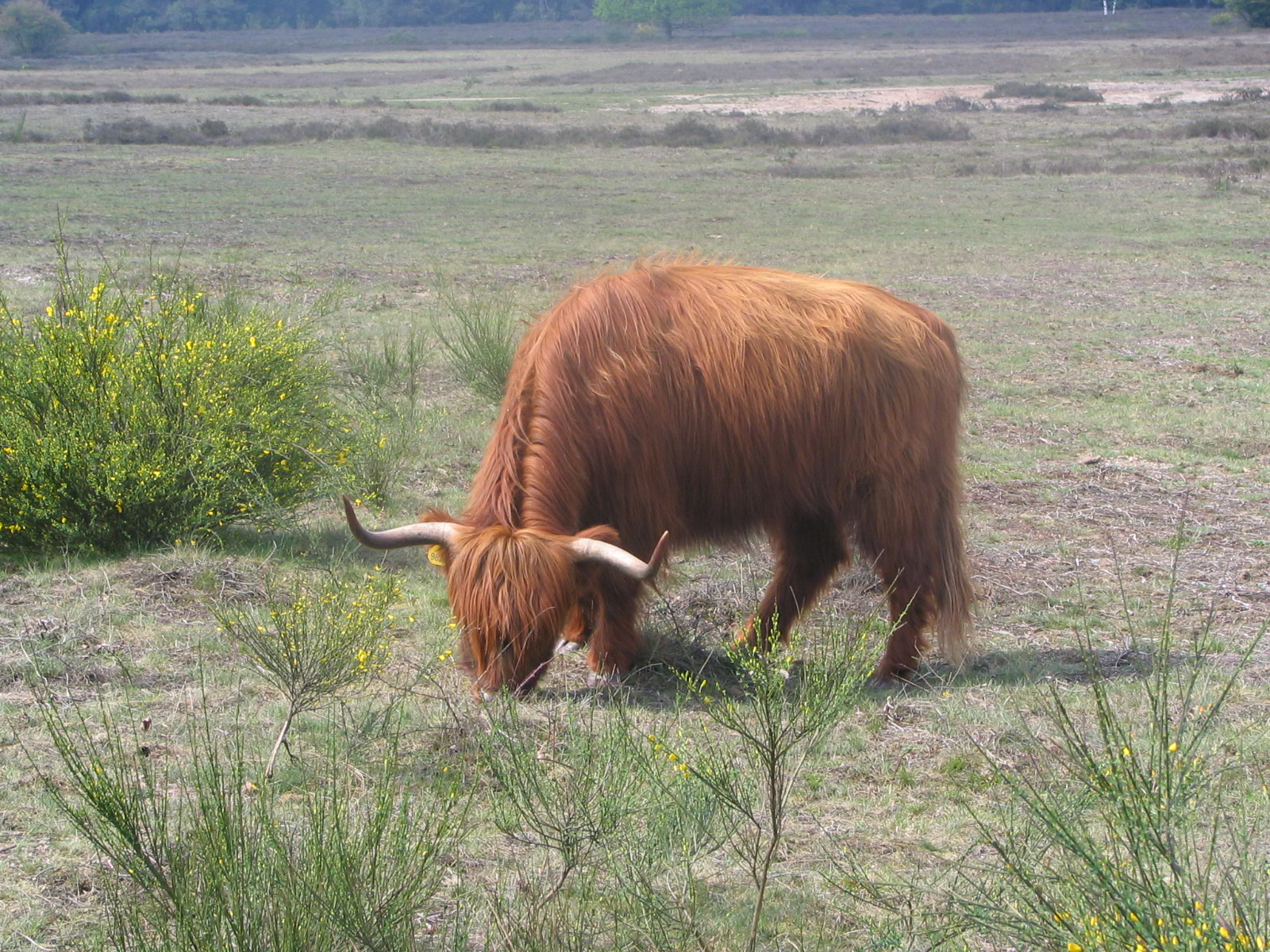
Le gestionnaire recherche des animaux rustiques capables de résister à la pauvreté naturelle (oligotrophie) d'un milieu et aux aléas climatiques afin de restaurer la richesse écologique du milieu ou de restaurer certains habitats ouverts (ici pelouse rase)

C'est le mode de gestion qu'on privilégie, avec souvent une dimension de gestion restauratoire, dans les réserves naturelles ou dans les milieux à renaturer.

## Contenu
La gestion conservatoire cherche à imiter au mieux les processus de résilience écologique et d'auto-entretien des milieux en œuvre dans la nature, et quand ils ne sont plus possible à remplacer le rôle d'espèces disparues (grands herbivores, grands prédateurs) par des techniques de gestion utilisant par exemple des moutons, bovins, chèvres, chevaux, ânes, etc.

## Modalités
La gestion conservatoire peut s'appuyer sur :
- des études sur la connaissance de l'espèce et de ses habitats
- des conservatoires (faunistiques, botaniques, etc. avec le cas échéant des élevages conservatoires ou cultures in-situ et ex-situ de plantes)
- des banques de graines, des banques de gènes...
- des outils spécifiques, dont des outils informatiques de modélisation, du suivi du patrimoine génétique, SIG[1], etc.
- la réintroduction d'espèces fonctionnellement importantes comme le castor, pour sa capacité à restaurer et entretenir des zones humides (qui se rapproche alors pour partie de la gestion restauratoire) ou de grands herbivores domestiques[2] ou sauvages (pâturage naturel)[3].